# Onomeris underwoodi
Onomeris underwoodi är en mångfotingart som beskrevs av Cook 1896. Onomeris underwoodi ingår i släktet Onomeris och familjen klotdubbelfotingar. Inga underarter finns listade i Catalogue of Life.